# 슈퍼플라이 (2018년 영화)
《슈퍼플라이》(SuperFly)는 미국에서 제작된 디렉터 X. 감독의 2018년 액션, 범죄, 스릴러 영화이다. 제니퍼 모리슨 등이 주연으로 출연하였다. 이 영화는 2018년 6월 13일 미국에서 개봉되었다.

## 출연

### 주연
- 제니퍼 모리슨
- 마이클 K. 윌리엄즈
- 렉스 스캇 데이비스

### 조연
- 트레버 잭슨
- 제이슨 밋첼

## 제작
2017년 12월 제작이 시작되었으며 퓨처는 프로젝트 발표 후 디렉터 X를 감독으로 확인하였다.